# Cyberantropologia
Cyberantropologia – gałąź studiów skupiająca się na związku pomiędzy ludźmi a technologią współczesną. Inne nazwy określające to pojęcie to: techno-antropologia, antropologia dygitalna, i antropologia wirtualna.

## Różne podejścia
- Studia na temat system cybernetycznych oraz technologii.
- Używanie technologii jako podstawy do głębszej dyskusji na temat, co to znaczy być człowiekiem.
- Studia na temat nowych, wyłaniających się, technologicznie społeczności.
- Użycie antropologii, by lepiej zrozumieć i zoptymalizować nasze używanie nowych technologii.
- Użycie technologii jako narzędzia dla antropologów, w nauczaniu i praktyce badawczej.
- Studia na temat praktyki i doświadczeń z cyberkulturą w porównawczym kontekście kulturowym.
- Kontekstualizacja cyber-technologii: ramy kulturowe i społeczne, które je tworzą, i w jakie się przeobrażają
- Studia na temat cybertechnologii jako formy kultury materialnej.
- Internet jako narzędzie do kreowania popkultury

### Systemy cybernetyczne
Niektórzy naukowcy skupiają się w swoich badaniach na zorientowanej wokół kultury relacji między ludźmi a technologią. Te relacje zawierają próby, by scalić technologiczne artefakty z ludzkim lub innym biologicznym organizmem, ze społeczeństwem ludzkim i z kulturowo ukształtowanym środowiskiem. Jako kulturowa gałąź antropologii odbiega od antropologii mediów i antropologii wizualnej, jest zorientowana wokół cybernetyki.

### „Być człowiekiem” w ujęciu technologicznym
Cyberprzestrzeń sama w sobie interesuje antropologów i jest ich polem badań, pozwala ona na obserwację, analizę i interpretację kulturalnego kontekstu w interaktywnej przestrzeni. Wirtualny świat stał się obiektem badań niektórych antropologów, jednymi z najbardziej wybitnych są Bonnie Nardi i jej praca dotycząca World of Warcraft, i Tom Boellstorff który pisał o Second Life.

### Społeczności wyklaryfikowane w internecie
Internet stał się narzędziem komunikacyjnym dla społeczności lokalnych jak i międzynarodowych. Jest też narzędziem dla nowo powstałych grup, które potrafiły wykształcić swoje zwyczaje, normy, praktyki, tradycje, miały swoje wewnętrzne i zewnętrzne konflikty, wytwarzały swój język. W skład tych społeczności wchodzą takie zbudowane wokół darmowego lub open source'owego oprogramowania na platformach internetowych takich jak 4chan i Reddit, i powiązanych z nimi podstronach. Internet stał się też narzędziem do walki z systemem, dzięki temu wytwarzały się również grupy krytyczne politycznie takie jak np. Anonymous, Wikileaks. Takie społeczności często określa się słowem Tribe
Pochodząca z USA antropolożka Gabriella Coleman, napisała pracę, w której swoje badania skupiła wokół grup hakerskich, w jednej z prac jej tematem była wyżej wspomniana grupa Anonymous.

### Użycie antropologii w kontekście technologicznym
Tradycyjne techniki antropologii, takie jak na przykład obserwacja uczestnicząca czy etnografia, są używane przez projektantów, żeby adaptować i ulepszać technologie, które wdrażają na rynek. Najlepszym przykładem firmy, która w proces innowacji wdraża antropologów jest Intel. Dyrektorką od spraw interakcji i badań w tym przedsiębiorstwie jest Genevieve Bell, australijska antropolożka, która jest jedną z wybitniejszych postaci zajmujących się cyberantropologią.

### Użycie technologii w antropologii
Dla większości współczesnych antropologów technologia zaznacza wyraźnie swoją obecność na każdym stopniu badań. Zaczynając od pracy w terenie, a kończąc na procesie publikacji. Powstały liczne inicjatywy zbierające informacje o oprogramowaniu, które badacze mogą wykorzystywać zależnie od potrzeb. Inicjatywa DiRT posiada wiele narzędzi, które można wykorzystać do grupowania notatek, porównywania badań czy nawet łączności między badaczami.

## Aktualne problemy

### Metodologia
W odniesieniu do metody pojawiają się różne zdania na temat tego, czy badania można przeprowadzić jedynie w środowisku internetowym, czy jednak trzeba zbadać sprawę online i offline. Tom Boellstroff, który już wyżej wymieniony napisał pracę o Second Life, broni pierwszego stanowiska jakoby badania te mogły zostać przeprowadzone tylko w przestrzeni wirtualnej.